# Morrade Hakkar
Pour les articles homonymes, voir Hakkar.
Morrade Hakkar est un boxeur français né le 19 janvier 1972 à Besançon.

## Carrière
Il est licencié de 1994 à 2000 à la section boxe de l'Avant-garde de la Motte de Vesoul.
Il remporte dans la catégorie des poids moyens le titre national à deux reprises, de mars 1997 à janvier 1998 et de mars 1999 à octobre 2000, puis le titre international WBC en 1997 et le titre européen après avoir mis K.O. l'italien jusqu'alors invaincu Cristian Sanavia le 11 mai 2002 à Milan.
Morrade Hakkar devient alors le challenger du champion du monde américain Bernard Hopkins. Le 29 mars 2003, les deux hommes s'affrontent à Philadelphie et Hopkins l'emporte par KO technique dans le huitième round à la suite d'un abandon de son coin. Malgré ce revers, il remporte un deuxième championnat d'Europe le 26 mars 2005 en battant l'espagnol Jorge Sendra aux points au Palais des Sports de Besançon.
En 2009, à 37 ans, il passe à la catégorie supérieure des super-moyens et brigue le titre national. Il s'incline le 31 octobre à Aulnay-sous-Bois face au champion de France en titre Mehdi Bouadla (27 ans, 18 victoires dont 8 avant la limite et 3 défaites à cette date).
Son dernier combat a eu lieu le 30 juin 2012 à Besançon contre l'espoir français de la catégorie Bilel Latreche pour un résultat nul.